# Обольский сельсовет (Шумилинский район)
Обольский сельсовет — административная единица на территории Шумилинского района Витебской области Республики Беларусь. Административный центр — городской посёлок Оболь.

## Состав
Обольский сельсовет включает 38 населённых пунктов:
- Берковичи — деревня
- Болотники — деревня
- Бритики — деревня
- Вишня — деревня
- Волчки — деревня
- Горовые 1 — деревня
- Горовые 2 — деревня
- Грудиново — деревня
- Задоры — деревня
- Зазаводка — деревня
- Захарово — деревня
- Клетчино — деревня
- Крупенино — деревня
- Купнино — деревня
- Левши — деревня
- Леоново — деревня
- Липники — деревня
- Мостище — деревня
- Оболянка — деревня
- Плиговки — деревня
- Погирщино — деревня
- Подлесье — деревня
- Подоры — деревня
- Пустоши — деревня
- Рассолай — деревня
- Решетники — деревня
- Слудоши — деревня
- Соино — деревня
- Толкачево-1 — деревня
- Толкачево-2 — деревня
- Тупичино — деревня
- Убоино — деревня
- Ферма — деревня
- Ходоровка — деревня
- Черенка — деревня
- Черчицы — деревня
- Шаши — деревня
- Шилино[бел.] — деревня

Упразднённые населённые пункты на территории сельсовета:
- Глинно — деревня
- Клемятино — деревня

## Культура
- Музей Обольского комсомольского подполья — филиал учреждения культуры «Шумилинский историко-краеведческий музей» в г. п. Оболь

## Достопримечательность
- Обольская усадьба Гребницких (начало XIX века) с прилегающим парком в г. п. Оболь